# Faculté des sciences de l'université libre de Bruxelles
 (septembre 2011).
Si vous disposez d'ouvrages ou d'articles de référence ou si vous connaissez des sites web de qualité traitant du thème abordé ici, merci de compléter l'article en donnant les références utiles à sa vérifiabilité et en les liant à la section « Notes et références ».
La faculté des sciences de l'université libre de Bruxelles, créée en 1834, est une faculté de l'université libre de Bruxelles (ULB), en Belgique.

## Historique
En 1834, la faculté des sciences de l'ULB comportait les enseignements suivants : l'algèbre, l'astronomie, la géométrie et la trigonométrie, la chimie, la physique, la géologie, la botanique, la zoologie et l'anatomie comparée.
Parmi les nombreuses formations mises sur pied, il convient de mentionner la licence en sciences actuarielles (1945) ; les licences spéciales en sciences géophysiques (1952), en physique théorique (1958), en radiobiologie (1961), en biologie moléculaire et biotechnologie (1962) ; le doctorat en sciences agronomiques (1965) ; le certificat d'études approfondies en sciences mathématiques (1968) ; la licence en informatique (1971) ainsi que les grades d'ingénieur agronome (1974), d'ingénieur-chimiste et des industries agricoles (ingénieur biochimiste et des industries alimentaires – 1977).
Certaines formations ont été créées conjointement avec la faculté des sciences appliquées : le doctorat en informatique (1975), la licence inter-universitaire en géographie appliquée (1978), la licence spéciale en chimie appliquée (1979), le certificat complémentaire en informatique (1982) ainsi que the First Year university studies in Science (1989).
À partir de 1995, en application du décret relatif au régime des études universitaires et des grades académiques du 5 septembre 1994, les intitulés des troisièmes cycles deviennent : diplômes d'études complémentaires, diplômes d'études spécialisées, diplômes d'études approfondies. De cette époque datent notamment la création de la première candidature polyvalente en sciences (1996), le DEA en mathématiques (interuniversitaire) (1996), le DEA en informatique (interuniversitaire) (1996), la maîtrise en informatique (1999) et le DEA en sciences (2000).
On peut également citer la création (1996) de la première candidature polyvalente en sciences, du DEA en mathématiques et du DEA en informatique (interuniversitaires), ainsi que celle de la maîtrise en informatique (1999) et du DEA en sciences (2000).
Depuis le décret dit Bologne (2004), les trois premières années de bachelier sont suivies de deux années de master dans les domaines suivants : sciences mathématiques, sciences actuarielles, statistique, bioinformatique et modélisation, sciences informatiques, sciences physiques, sciences chimiques, biochimie et biologie moléculaire et cellulaire, biologie des organismes et écologie, sciences géographiques, sciences géologiques, bioingénieur, sciences et gestion de l'environnement, sciences et gestion du tourisme. Certaines de ces formations sont dispensées totalement en anglais (Master in Computer Science, Euromaster in Urban Studies « 4-Cities ») et d'autres partiellement (bioinformatique et modélisation, biochimie et biologie moléculaire et cellulaire à finalité physiopathologie moléculaire, sciences chimiques à finalité Materials Science),.
Enfin, il faut signaler la création du nouveau département de diffusion des sciences, orienté uniquement vers la diffusion et la promotion des sciences (2011).

### Liste des doyens
- Joseph Hannon (1865–1867)
- Charles Guillery (1848–1854)
- Jean Van Ginderachter (1854–1865)
- Ernest Rousseau (1867–1869)
- Jean-Baptiste Francqui (1869–1871)
- Nicolas Schmit (1871–1873)
- Ernest Rousseau (1873–1875)
- Alexandre Buisset (1875–1877)
- Henri Witmeur (1877–1879)
- Alfred Zimmer (1879–1881)
- Ernest Rousseau (1881–1883)
- Jean-Baptiste Charbo (1883–1885)
- Émile Yseux (1885–1887)
- Prosper De Wilde (1887–1889)
- Hector Denis (1889–1891)
- Ernest Rousseau (1891–1893)
- Léo Errera (1893–1895)
- Prosper De Wilde (1895–1896)
- Arthur Joly (1896–1898)
- Emile Yseux (1898–1900)
- Eugène Brand (1900–1902)
- Charles Francotte (1902–1904)
- Albert Reychler (1904–1906)
- Auguste Lameere (1906–1907)
- Paul Stroobant (1907–1909)
- Jean Massart (1909–1912)
- Charles Bommer (1912–1915)
- Adolphe Mineur (1915–1916)
- Georges Chavanne (1919–1921)
- Henri Wuyts (1921–1924)
- Auguste Lameere (1924–1927)
- Maurice Leriche (1927–1930)
- Adolphe Mineur (1930–1932)
- Marc de Selys Longchamps (1932–1935)
- Jean Timmermans (1935–1938)
- Lucien Hauman (1938–1942)
- Paul Brien (1945–1947)
- Alfred Errera (1947–1949)
- Georges Balasse (1949–1951)
- Constant Lurquin (1951–1953)
- Théophile Lepage (1953–1955)
- Raymond Jeener (1955–1956)
- Marcel Homès (1956–1958)
- Paul Libois (1958–1960)
- Lucia de Brouckère (1960–1962)
- Pol Burniat (1962–1964)
- Jules Geheniau (1964–1966)
- Paul Gillis (1966–1968)
- Robert Debever (1968–1970)
- Jean Michot (1970–1973)
- Jean Teghem (1973–1976)
- Raymond Rasmont (1976–1978)
- Georges Verhaegen (1978–1981)
- Roland Souchez (1981–1984)
- Réginald Colin (1984–1987)
- Gisèle Van de Vyver (1987–1991)
- Jean Sacton (1991–1995)
- Georges Huez (1995–1999)
- Pierre Marage (1999–2003)
- Guy Latouche (2003–2007)
- Martine Labbé (2007–2011)
- François Reniers (2011–2015)
- Muriel Moser (2015–2019)
- Olivier Markowitch (2019–)

## Situation actuelle
Située sur les campus de la Plaine, du Solbosch (Ixelles) et de Gosselies (Charleroi), la faculté des sciences de l'université libre de Bruxelles compte plus de 2 000 étudiants ainsi que 500 chercheurs travaillant au sein de huit départements de recherche.

### Les départements de recherche
- Mathématiques
- Informatique
- Physique
- Chimie
- Géosciences, environnement et société
- Biologie des organismes
- Biologie moléculaire et cellulaire
- École interfacultaire de bioingénieurs

### Les formations
Dès leur première année de bachelier, les étudiants ont accès à des cours facultaires de culture scientifique et à de nombreux cours à option. Ils participent au même titre que les enseignants et les chercheurs aux séminaires, conférences et activités culturelles. Dans la même logique, les étudiants ont l'occasion de s'intégrer dans les activités de vulgarisation scientifique promues par la faculté.
Dans le cadre d'une ouverture vers l'extérieur et l'international, les étudiants en master peuvent suivre des cours ou réaliser des stages (en laboratoire ou en entreprise), tant en Belgique qu'à l'étranger, bénéficiant d'une formation de base en anglais scientifique.

### La diffusion et la promotion des sciences
Depuis 2011, la faculté des sciences de l'ULB compte un département orienté uniquement vers la diffusion et la promotion des sciences. Ce département de diffusion des sciences se compose actuellement de plusieurs entités :
- le jardin botanique Jean-Massart ;
- le muséum de zoologie – Institut Torley-Rousseau ;
- l'Expérimentarium de chimie (XC) ;
- l'Expérimentarium de physique (XP) ;
- la coupole astronomique (depuis 2012) ;
- le musée de minéralogie (depuis 2012).

Via ses entités muséales, Inforsciences est membre du réseau des musées de l’ULB. Il fait par ailleurs partie du réseau interuniversitaire Scité (sciences.be) qui relie les entités de promotion des sciences des universités francophones de Belgique.
Les activités phares sont le Printemps des sciences et les Sciences nomades.

### La recherche
Les activités de recherche constituent la pierre angulaire de la faculté des sciences. Structurée en 11 centres de recherche, celle-ci rassemble au total 56 unités, dont :
- 7 en mathématique ;
- 6 en physique ;
- 6 en chimie ;
- 9 en biologie moléculaire ;
- 7 en biologie des organismes ;
- 2 en sciences de la terre et de l'environnement ;
- 2 en géographie ;
- 5 en informatique ;
- 5 en bioingénierie ;
- 5 en gestion de l'environnement et aménagement du territoire ;
- 2 en sciences des polymères (chimie et physique).

Par ailleurs, de nombreux laboratoires s'inscrivent dans des réseaux internationaux et des programmes de recherche menés à travers le monde. Les chercheurs de la faculté des sciences de l'ULB obtiennent en effet régulièrement d'importants contrats de recherche, tant au niveau belge qu'européen.

## Prix et distinctions

### Prix Nobel
- Ilya Prigogine (chimie, 1977)[11]
- François Englert (physique, 2013)[11]

### Médaille Fields
- Pierre Deligne (1978) diplômé de l'ULB[11]

### Prix Francqui

#### Sciences mathématiques, chimiques, physiques
- Pierre Gaspard (physique non-linéaire et mécanique statistique, 2006)[11]
- Marc Henneaux (physique théorique, 2000)[11]
- François Englert (physique théorique, 1982)[11]
- Radu Bălescu (physique théorique, 1970)[11]
- Ilya Prigogine (chimie et physique théoriques, 1955)[11]
- Frans-H. van den Dungen (physique, 1946)[11]
- Jacques Errera (chimie physique, 1938)[11]

#### Sciences naturelles et médicales
- Étienne Pays (parasitologie, 1996)[11]
- Jacques Urbain (en) (immunologie, 1987)[11]
- René Thomas (biologie moléculaire, génétique, 1975)[11]
- Hubert Chantrenne (biologie moléculaire, 1963)[11]
- Raymond Jeener (biologie moléculaire, 1954)[11]
- Jean Brachet (biologie moléculaire, 1948)[11]

### Prix Wolf
- Pierre Deligne (mathématique, 2008) diplômé de l'ULB[11]
- François Englert et Robert Brout (physique, 2004)[11]

### Prix quinquennaux du FNRS

#### Sciences exactes
- Marc Henneaux (physique théorique, 2011–2015)[11]
- Albert Goldbeter (chimie, 2006–2010)[11]
- Jean Jeener (physique, 1986–1990)[11]
- Pierre Deligne (mathématique, 1971–1975)[11]
- Ilya Prigogine (chimie, 1961–1965)[11]

#### Sciences biologiques et médicales
- Étienne Pays (parasitologie, 1996–2000)[11]
- René Thomas (biologie moléculaire, 1981–1985)[11]
- Hubert Chantrenne (biologie moléculaire, 1976–1980)[11]

### Conseil européen de la recherche

#### Advanced Grant
- Marc Henneaux (physique théorique, 2011 et 2016)[11]
- Etienne Pays (biologie moléculaire, 2015)[11]

#### Consolidetor Grant
- Joel fine (mathématique, 2015)[11]
- Samuel Fiorini (mathématique, 2013)[11]

#### Starting Grant
- Nathan Goldman (physique, 2016)[11]
- Geoffrey Compère (physique, 2013)[11]
- Vinciane Debaille (géologie, 2013)[11]
- Antoine Gloria (mathématique, 2013)[11]
- Jean-François Raskin (informatique, 2011)[11]
- Frédéric Bourgeois (mathématique, 2009), projet transféré à l'université d'Orsay[11]

### Prix Abel
- Jacques Tits (2008)[11]

### Prix Descartes
- Jean-Louis Tison (glaciologie, 2008)[11]

### High Energy and Particle Physics Prize
- Ghislaine Bertrand-Coremans (physique des particules élémentaires, 2009–2010)[11]
- Jean Sacton (physique des particules élémentaires, 2009–2010)[11]
- Pierre Vilain (physique des particules élémentaires, 2009–2010)[11]

### Ilya Prigogine Prize of Thermodynamics
- David Andrieux (physique, 2009–2010)[11]

### Prix JJ Sakurai
- François Englert et Robert Brout (2009–2010)[11]

### Prix Humboldt
- Marc Henneaux (physique, 2010)[11]

### Prix du Monde de la recherche universitaire
- Cédric Sueur (biologie des organismes, 2009)[11]

### Prize of the European Mathematical Society
- Thomas Bruss (2005)[11]

### EURYI Award
- Bernard Knaepen (physique, 2005–2006)[11]

### European Quantum Information Young Investigator Award
- Stefanio Pironio (physique, 2011)[11]

### Peter Debye Prize for Young Investigators for Excellence in Dielectric Research
- Simone Napolitano (physique, 2012)[11]